# (300099) 2006 UU264
(300099) 2006 UU264 es un asteroide perteneciente al cinturón de asteroides, descubierto el 27 de octubre de 2006 por el equipo del Mount Lemmon Survey desde el Observatorio del Monte Lemmon, Arizona, Estados Unidos.

## Designación y nombre
Designado provisionalmente como 2006 UU264.

## Características orbitales
2006 UU264 está situado a una distancia media del Sol de 3,143 ua, pudiendo alejarse hasta 3,489 ua y acercarse hasta 2,797 ua. Su excentricidad es 0,110 y la inclinación orbital 10,17 grados. Emplea 2036,02 días en completar una órbita alrededor del Sol.

## Características físicas
La magnitud absoluta de 2006 UU264 es 16,1.